# Vi fortsätter förändringen – Demokratiska Bulgarien
Vi fortsätter förändringen – Demokratiska Bulgarien (bulgariska: Продължаваме промяната – Демократична България, romaniserat: Prodŭlzhavame promyanata – Demokratichna Bŭlgariya, PP–DB) är en bulgarisk valallians mellan Vi fortsätter förändringen och Demokratiska Bulgarien (DaB och DSB). Alliansen bildades inför valet 2023.